# Titanis walleri
Titanis walleri (Titanis, gr. "tità", raça de poderosos déus de la mitologia grega) és un gènere d'ocells no voladors de l'ordre Cariamiformes que va viure en el període Pliocè, fa 4 milions d'anys.
A partir d'algunes proves, s'ha proposat que aquesta espècie es va extingir fa poc més de 15.000 anys, però una datació més precisa de McFadden & co. refuta aquesta data tardana: tots els fòssils de Titanis coneguts daten com a màxim de fa 2 milions d'anys. Els Titanis formaven part del grup de grans ocells no voladors de la família Phorusrhacidae, anomenats "ocells del terror", i representen l'espècie més jove de la línia filogenètica del grup.

## Descripció
Titanis walleri feia 2,5 m d'alçada i pesava aproximadament entre 130 i 150 kg, però amb àmplies variacions, probablement indicant un gran dimorfisme sexual. Tot i que no s'ha trobat cap crani, sens dubte era gros, amb un bec enorme semblant a una destral, com en els seus parents sud-americans. Les ales eren petites i no es podien utilitzar per volar, i estaven articulades en una sola estructura, amb només uns pocs graus de moviment possibles. Potser s'usaven com una mena d'urpa, tot i que no hi ha proves directes d'això.
En general, Titanis era molt similar a Phorusrhacos i Devincenzia de Sud-amèrica, els parents més propers. Se sap poca cosa sobre l'estructura física, però sembla que tenia un peu menys ample que Devincenzia, amb un dit central proporcionalment més fort. (Ara es considera Onactornis un sinònim de Devincenzia.)

## Distribució
Els Phorusrhacidae es van originar a Sud-amèrica; Titanis és l'únic membre conegut del grup que va migrar fora d'aquest continent durant el Gran Intercanvi Americà. S'ha trobat evidències fòssils a Florida i Texas.